# Dewoitine D.720
Le Dewoitine D.720 est un avion militaire français des années 1930 demeuré à l'état de prototype. Il entrait dans la catégorie dite des Triplaces de corps d'armée et de Travail, ou T3.

## Historique
C'est en décembre 1936 que le ministère français de l'air établi un cahier des charges destiné à la fourniture pour l'armée de l'air d'un avion de classe T3. Cette catégorie d'avions très particulier devait pouvoir remplir aussi bien des missions de reconnaissance, d'entraînement avancé, et de soutien aux opérations dans les colonies.
Lors du programme T3 de 1936 la société Dewoitine proposa le modèle D.700 qui se retrouva opposé au Bloch MB.500, au Hanriot NC.530, et au Potez 566. Tous étaient des bimoteurs. Jugé insuffisant en matière de performances et de résultats aux essais, le constructeur modifia et renforça la cellule du D.700, remotorisant l'appareil avec des moteurs Renault développant presque 2 fois la puissance unitaire des Caudron d'origine. Le train d' atterrissage renforcé et escamotable, le fuselage redessiné et agrandi pour l'emport d'une charge offensive destinée à l'appui des troupes coloniales faisaient partie des modifications les plus visibles. Le nouvel appareil reçut du constructeur la dénomination D.720. À nouveau soumis au Ministère de l'air début 1939 sous forme de dessins et études définitives, le D.720 fut officiellement commandé à 420 exemplaires, dont les premiers exemplaires devaient faire leur entrée en service opérationnel l'année suivante, compte - tenu de l'imminence du conflit. En parallèle le prototype était en cours d'assemblage, et des options pour un total de 1 000 appareils étaient prises par les autorités Françaises.
Le Dewoitine D.720 vola pour la première fois le 10 juillet 1939, et présenté en vol le 15 septembre à la commission du Ministère, soit quelques jours seulement après l'entrée de la France dans la Seconde Guerre mondiale. En novembre 1939 le ministère de l'air décida d'abandonner le programme T3 et résilia la commande faite à Dewoitine pour les exemplaires de série du D.720, la capacité de production de la société étant concentrée sur l'assemblage des chasseurs D.520 jugée priorité absolue par l'État-major interarmées. Les appareils D.720 en cours d'assemblage furent immédiatement envoyés à la destruction pour libérer les chaines de production.

## Aspects techniques
Le Dewoitine D.720 se présente sous la forme d'un monoplan à aile mi-médiane bimoteur construit en bois et contreplaqué. Doté d'un cockpit et d'un nez largement vitrés il a été conçu pour un équipage de trois personnes. Il dispose d'un train d'atterrissage classique semi-escamotable et d'un empennage double dérive. Sa propulsion est assurée par deux moteurs Renault 12 R d'une puissance nominale de 500 chevaux entraînant chacun une hélice tripale. Cet avion n'avait pas été conçu pour emporter un quelconque armement dans sa version initiale, le D.700, mais prévu dans son évolution D.720 pour l'emport de 3 mitrailleuses de calibre 7,5 mm de type MAC 1934 (2 en gondoles amovibles sous les ailes et 1 de défense dans le poste arrière), et 200 kilos de bombes de petit volume (10, 25 et 50 kilos) en soute ou sur 4 râteliers extérieurs, conformément au cahier des charges initial du programme T3 concernant l'appui au sol et les missions d'entraînement avancé des élèves - mitrailleurs et élèves - navigateurs/bombardiers.